# OTFE
On-the-fly encryption (OTFE) je termín často používaný v souvislosti se šifrovacím softwarem. „On-the-fly“ znamená, že soubory jsou dostupné ihned po zadání klíče, a celý šifrovaný oddíl je připojen tak jako by to byl fyzický disk, což umožní přistupovat k souborům běžným způsobem.
On-the-fly encryption vyžaduje použití ovladačů, které zajišťují šifrování transparentní pro koncového uživatele. Výhodou tohoto přístupu je, že šifrování probíhá bez zásahu uživatele (všechny aplikace používá stále stejně), a jedno heslo šifruje neomezeně mnoho dat. Nevýhodami může být vysoké zatížení systému při nevhodné implementaci a pád software může vést ke ztrátě dat.

## Některé programy využívající tento princip
- FreeOTFE
- TrueCrypt
- VeraCrypt